# Curriea fusca
Curriea fusca är en stekelart som beskrevs av Falco 2000. Curriea fusca ingår i släktet Curriea och familjen bracksteklar. Inga underarter finns listade i Catalogue of Life.